# Hoàng Hà (nhạc sĩ)
Hoàng Hà (1 tháng 12 năm 1929 – 4 tháng 9 năm 2013; tên khai sinh Hoàng Phi Hồng) là một nhạc sĩ người Việt. Ông là tác giả của nhiều ca khúc nổi tiếng, trong đó có bài Đất nước trọn niềm vui. Ngoài nghệ danh Hoàng Hà, ông còn có một nghệ danh khác là Cẩm La.

## Tiểu sử và sự nghiệp
Hoàng Hà tên thật là Hoàng Phi Hồng, sinh ngày 1 tháng 12 năm 1929 tại vùng hoa ven Hồ Tây, Hà Nội . Cha ông làm nghề ký lục, mất sớm vào năm Hoàng Hà mới 9 tuổi. Mẹ ông là một thợ may, con gái của một người lính Tunisia gốc Pháp. Gia đình ông có 12 anh chị em, nhưng chỉ có ông và người em Hoàng Phi Hùng là còn sống đến lúc trưởng thành. Sau khi cha ông qua đời, mẹ ông ở vậy nuôi con và sớm tham gia cách mạng. Để phụ giúp cho gia đình, năm 13 tuổi ông vào làm việc trong một xưởng in .
Sau khi Cách mạng tháng Tám thành công, tháng 10 năm 1945, Hoàng Hà thoát ly gia đình tham gia cách mạng và trở thành Tổng phụ trách thiếu niên toàn huyện Yên Lãng (Phúc Yên). Cùng năm đó, ông chuyển sang đảng bộ tỉnh Phúc Yên và bắt đầu sáng tác nhạc. Ca khúc đầu tiên được ông sáng tác vào năm 1947 với bút danh Hoàng Hà. Trong giai đoạn này ông đã được nhạc sĩ Lưu Hữu Phước tận tình giúp đỡ, chỉ bảo.
| “          | Năm 1947, tôi sáng tác một loạt bài còn rất nghiệp dư như "Căm hờn", "Nhớ mái chùa yên ấm", "Bao giờ trở lại"... Sau khi in xong, tôi gửi cho các đàn anh xem hộ. Duy nhất có nhạc sĩ Lưu Hữu Phước hồi âm. Biết tôi còn trẻ, trình độ i tờ, ông đã thường xuyên viết thư dạy tôi học nhạc. Mãi đến năm 1951, khi dự trại văn nghệ ở Thái Nguyên, tôi mới được gặp ông. Đến năm 1962, ông kéo tôi lên Hà Nội đi học. Trong cuộc đời tôi, tôi kính phục Lưu Hữu Phước đến mức phải thờ. | ” |
| — Hoàng Hà | |   |

Trong giai đoạn này, ông đã cho ra một số tác phẩm có tiếng tăm như Hò dân công, Vui lên đường. Nhưng chỉ đến năm 1956 khi Ánh đèn cầu Việt Trì ra đời, ông mới được nhiều người biết đến. Đến thập niên 1960, tên tuổi và tài năng âm nhạc của Hoàng Hà được khẳng định trong làng âm nhạc cách mạng Việt Nam, với những ca khúc có tiếng thời bấy giờ như Tiếng hát ngày thứ bảy cộng sản, Làng ta làm thuế,... Hoàng Hà cũng là một trong số những người tham dự đại hội thành lập Hội Nhạc sĩ Việt Nam (1957) với tư cách người sáng lập. Tấm thẻ hội viên hội Nhạc sĩ của Hoàng Hà lúc đó mang số hiệu là 01 - theo Hoàng Hà thì có lẽ vì ông là người ở xa nên mọi người ưu tiên phát cho ông tấm thẻ đặc biệt đó.
Năm 1962, dưới sự vận động của thầy Lưu Hữu Phước, Hoàng Hà ra Hà Nội theo học khoa sáng tác – lý luận hệ đại học ở Trường Âm nhạc Việt Nam (nay là Học viện Âm nhạc Quốc gia Việt Nam). Sau khi tốt nghiệp, ông về công tác tại Đài Tiếng nói Việt Nam trong vị trí biên tập viên. Thời gian dài sau đó, ông ít viết nhạc mà chủ yếu tập trung vào công tác biên tập và giới thiệu tác phẩm của đồng nghiệp. Tuy nhiên đến giai đoạn cuối của Chiến tranh Việt Nam, Hoàng Hà bắt đầu sáng tác trở lại và cho ra một số nhạc phẩm nổi tiếng với bút danh Cẩm La. Ông dùng bút danh này như một lời tri ân tới những người dân làng Cẩm La đã cứu ông thoát chết trong một trận càn quân của quân Pháp khi xưa. Về việc lựa chọn bút danh Cẩm La, ông lý giải:
| “          | Hoàng Hà là người con của miền Bắc XHCN. Cẩm La phải là người con của miền Nam trực diện nơi chiến trường nên phải viết với tình cảm khẩn trương, quyết liệt, quyết thắng nhưng lạc quan. Có lẽ bút pháp khẩn trương sôi sục của bối cảnh chiến đấu với tình cảm thật đẹp đối với miền Nam đã giúp tôi trẻ lại trong những ca khúc viết cho Đài Giải Phóng. | ” |
| — Hoàng Hà | |   |

Trong các ca khúc của Hoàng Hà, những người lính tham chiến tại mặt trận Trường Sơn có một vị trí đặc biệt - đến mức đã có ý kiến cho rằng "Thơ Trường Sơn chỉ có Phạm Tiến Duật, nhạc Trường Sơn chỉ có Hoàng Hà.". Ông cũng sáng tác nhiều bài hát thiếu nhi nổi tiếng như Con mèo ra bờ sông, Hoa lá chào xuân. Ông lý giải rằng, tình yêu trẻ con và đồng vật đã giúp ông sáng tác ra những bài hát này.
Ca khúc nổi tiếng nhất của Hoàng Hà là bài Đất nước trọn niềm vui, được nhạc sĩ sáng tác vào đêm 26 tháng 4 năm 1975 tại nhà riêng ở Hà Nội. Bài hát được giao cho Đài Tiếng nói Việt Nam ngày hôm sau và được thể hiện lần đầu tiên bởi ca sĩ Trung Kiên. Lúc đó, nhiều người đã tưởng lầm rằng bài Đất nước trọn niềm vui được Hoàng Hà viết sau khi đã tới Sài Gòn. Tên bài hát Đất nước trọn niềm vui về sau đã được chọn làm tên của một tuyển tập nhạc ấn hành năm 1975 và tái bản năm 1985 với đề tài sự kiện 30 tháng 4 năm 1975. Một điều đáng chú ý khác, khi sáng tác bài Đất nước trọn niềm vui, ban đầu tác giả định ký bút danh Cẩm La nhưng nhạc sĩ Triều Dâng vì thấy ca khúc này rất hay, có tính thời sự và khái quát cao nên đã đề nghị "Bài này phải ký tên Hoàng Hà.".
Năm 1977, Hoàng Hà đến Thành phố Hồ Chí Minh lần đầu tiên trong một dịp công tác chuẩn bị tổ chức hội diễn "Hoa Phượng đỏ" cho thiếu nhi. Đến năm 1985 ông vào định cư ở Bà Rịa-Vũng Tàu, một phần nhằm thuận tiện cho việc chăm sóc mẹ già đang ốm. Hiện nay Hoàng Hà vẫn sống tại thành phố Vũng Tàu trong một ngôi nhà trên đường Lê Quý Đôn. Ông vẫn tiếp tục sáng tác nhạc, một trong các nhạc phẩm gần đây của ông là bản giao hưởng hợp xướng gồm 4 chương mang tên Côn Đảo , viết cùng với con trai là nhạc sĩ Hoàng Lương. Bên cạnh việc sáng tác nhạc, Hoàng Hà cũng nghiên cứu về các mảng Kinh dịch, Phật giáo... và ông xem đó như thú vui tuổi giả của mình. Hoàng Hà cũng nhanh chóng bắt kịp với khoa học công nghệ hiện đại và thành thạo về việc sử dụng máy vi tính, chính ông là người đã khuyến khích con trai Hoàng Lương học sử dụng máy vi tính và tiếp cận với công nghệ thông tin.
Trong sự kiện trao Giải thưởng Nhà nước gây tranh cãi năm 2011, Hoàng Hà không nằm trong danh sách được đề cử trao giải. Nghệ sĩ Nhân dân Trung Kiên cho rằng việc Hoàng Hà không nằm trong danh sách là "một thiếu sót lớn". Nhạc sĩ Phan Long lại tuyên bố thêm, ông "không hiểu nổi" việc Hoàng Hà bị loại và lo lắng không biết Hoàng Hà có còn cơ hội được đề cử hay không. Hoàng Hà cũng là một trong số 11 nhạc sĩ ký tên vào lá đơn kiến nghị làm rõ quá trình xem xét trao thưởng này của Hội nhạc sĩ.
Ngày 4 tháng 9 năm 2013, ông qua đời tại bệnh viện Lê Lợi, Vũng Tàu vì tuổi cao sức yếu .

## Cuộc sống gia đình
Nhạc sĩ Hoàng Hà lập gia đình với bà Minh Phúc, một người kém ông 6 tuổi. Cả hai có với nhau 5 người con nhưng trong đó chỉ có nhạc sĩ Hoàng Lương là nối nghiệp theo cha. Con gái duy nhất của gia đình là Hoàng Yến - nữ thẩm phán Tòa án nhân dân thành phố Hà Nội.
Nhạc sĩ Hoàng Hà được đánh giá là một người chăm lo cho gia đình và rất thương mẹ, thương em. Trong ngày cưới của mình, ông đã ôm người em trai mà khóc vì cho rằng sau khi lấy vợ thì sẽ không còn điều kiện lo cho mẹ và em được nữa. Ông cũng rất yêu quý mẹ và vợ mình, họ là hai người phụ nữ mà ông hay nhắc đến nhiều nhất.
| “                     | Mỗi lần bà nội tôi ốm, cha tôi luôn túc trực bên cạnh lo lắng từng miếng ăn giấc ngủ của bà. Nhất là thời gian bà bị ngã gãy chân, cha tôi thường hay ngồi kể chuyện cho bà nghe, chỉ để mong bà cười... Năm 1985, cha tôi quyết định dẫn anh Hoàng Lương vào Bà Rịa- Vũng Tàu lập nghiệp với mục đích đầu tiên là đưa bà nội vào trong đó, mong khí hậu nơi đây sẽ giúp sức khỏe bà tốt hơn. Nhưng vào chưa được bao lâu thì bà nội đột ngột mất, khi ông và người con trai Hoàng Lương đang ôm cây đàn ghi ta "du ca" các tỉnh ở miền Nam để kiếm tiền về quê. Thế nhưng khi về tới nhà ông không còn kịp được nhìn mẹ lần cuối. Đó là điều mà ông vẫn day dứt trong lòng lâu nay, bởi vì với ông, mẹ như một vị thánh ngự trị trong lòng. | ” |
| — Thẩm phán Hoàng Yến | |   |

Nhạc sĩ Hoàng Hà đã nói về mẹ và vợ mình như sau:
| “          | Sinh thời cụ là người hiểu tôi nhất, mỗi tác phẩm tôi viết cụ rất thích và là người đọc đầu tiên. Điều ấy đã khuyến khích tôi rất nhiều trên con đường sáng tác âm nhạc. | ” |
| — Hoàng Hà | |   |

| “          | Hạnh phúc của tôi là cưới được vợ tôi, nếu như không có bà ấy có lẽ tôi không được như bây giờ. | ” |
| — Hoàng Hà |                                                                                                 |   |

Ông cũng dành nhiều tình cảm cho Hoàng Yến - con gái duy nhất của ông. Theo ông, Hoàng Yến có cá tính rất giống mẹ và vợ của ông. Hoàng Hà đã dành tặng Hoàng Yến cuốn nhật ký của mình vì "Con là người đa cảm, yêu văn chương nên bố tặng con cuốn nhật ký của mình. Bố muốn con đọc và để hiểu bố hơn." 

## Nhận định về âm nhạc Việt Nam
Hoàng Hà cho rằng âm nhạc Việt Nam hiện đại có sự phát triển đứt quãng và chưa định hình về phong cách. Việc tiếp thu nhạc ngoại không có chọn lọc và hệ thống âm nhạc hàn lâm chưa được truyền tải sâu rộng trong nhà trường, tạo thành "lỗ thủng" lớn trong âm nhạc Việt Nam. Ông cũng cho rằng đa phần nhạc sĩ hiện tại cũng chưa có cái tâm mà chỉ chạy theo thị trường, đồng tiền, danh vọng.
| “          | Với tôi, âm nhạc là một cái gì đó thiêng liêng, nó như là máu thịt của tôi vậy. Thế nên tôi không có quyền cho mình cẩu thả với nghệ thuật, mỗi tác phẩm phải được nắn nót từng câu chữ sao cho thật đẹp, thật sáng. | ” |
| — Hoàng Hà | |   |

## Tác phẩm tiêu biểu
- Ánh đèn cầu Việt Trì
- Côn Đảo (đồng sáng tác với nhạc sĩ Hoàng Lương)
- Cùng hành quân giữa mùa xuân
- Đất nước trọn niềm vui
- Gặp nhau trên đỉnh Trường Sơn
- Hào khí Việt Nam

Nhạc thiếu nhi:
- Bác mặt trời (1970)
- Con mèo ra bờ sông (1970)
- Cho tôi đi làm mưa với (1960)
- Chú bộ đội (1970)
- Cùng múa hát mừng xuân
- Hoa lá mùa xuân
- Ngày hội toàn thắng
- Tổ quốc tin yêu chúng em

## Giải thưởng
- Huân chương Lao động hạng Nhất
- Huân chương Kháng chiến (chống Pháp) hạng Ba
- Huân chương Kháng chiến (chống Mỹ) hạng Hai
- Huy hiệu 40 năm tuổi Đảng
- Huy chương "Vì Sự nghiệp Văn học Nghệ thuật"
- Huy chương "Vì Sự nghiệp Phát Thanh"
- Huy chương "Vì Sự nghiệp Công Đoàn"
- Huy Chương Vàng Liên hoan Ca múa Á-Phi 1970: Nhạc Múa "Nhân dân Đông dương đoàn kết chống xâm lược Mỹ"
- Giải A Ủy ban Thiếu niên- Nhi Đồng (1967): Bài "Con mèo ra bờ sông"
- Hạng A nhạc Phim truyện (1973): nhạc phim nhựa "Người về đồng cói"
- Giải B Ủy ban Thiếu niên- Nhi Đồng (1982) về loạt ca khúc và nhạc dành cho lứa tuổi thiếu nhi
- Giải Nhì Ca khúc Giải thưởng Âm nhạc Hội nhạc sĩ Việt Nam (1997) với bài "Mang theo mùa đông" (phổ thơ Hoàng Quý)
- Giải đặc biệt giải thưởng Hội Nhạc sĩ Việt Nam (1999): Giao hưởng hợp xướng Côn Đảo
- Giải Nhất giải thưởng Hội Nhạc sĩ Việt Nam (2002) với bài "Tiếng rừng dương"
- Giải thưởng Hồ Chí Minh về văn học - nghệ thuật (2017) cho các tác phẩm: Hợp xướng "Côn Đảo" và các ca khúc: "Gặp nhau trên đỉnh Trường Sơn", "Cùng hành quân giữa mùa xuân", "Đất nước trọn niềm vui", "Tiếng rừng dương".